# Tobias Singelnstein
Tobias Singelnstein (* 1977 in Berlin) ist ein deutscher Rechtswissenschaftler und Kriminologe. Er ist Professor für Strafrecht, Strafprozessrecht und Kriminologie an der Juristischen Fakultät der Johann Wolfgang Goethe-Universität Frankfurt. Er setzt sich unter anderem mit Polizeigewalt auseinander.

## Leben
Tobias Singelnstein studierte ab 1998 an der Freien Universität Berlin Jura mit den Wahlfächern Kriminologie, Jugendstrafrecht und Strafvollzug. Im Jahr 2003 absolvierte er das Erste Staatsexamen.
Von August 2003 bis Februar 2008 war er als wissenschaftlicher Mitarbeiter am Lehrstuhl von Ulrich Eisenberg an der FU Berlin tätig, wo er im Juni 2008 zum Doktor der Rechte promoviert wurde. Im Jahr 2009 legte er das Zweite Staatsexamen in Berlin ab.
Nach einer Tätigkeit für die Hans-Böckler-Stiftung im Jahr 2010 wurde er ab August 2010 wieder an der FU Berlin tätig, wo er von April 2011 bis Februar 2017 eine Juniorprofessur innehatte. Im Jahr 2016 habilitierte er sich mit einer Arbeit zum Thema „Strafbare Strafverfolgung“. Die Arbeit wurde von Klaus Hoffmann-Holland betreut.
Nach Ablehnung zweier Rufe an die Universitäten Passau und Bielefeld nahm er schließlich einen Ruf an die Ruhr-Universität Bochum an und war dort von 2017 bis 2022 an der Juristischen Fakultät Inhaber des Lehrstuhls für Kriminologie. Seit April 2022 ist er Professor an der Johann Wolfgang Goethe-Universität Frankfurt.

## Forschungsthemen
Zu Tobias Singelnsteins Forschungsschwerpunkten gehören der Allgemeine Teil des deutschen Strafrechts, Amtsdelikte, Wirtschaftsstrafrecht sowie, im Strafverfahrensrecht, Ermittlungsmaßnahmen und Beweisrecht und die informationelle Selbstbestimmung. In der Kriminologie gehören zu seinen Schwerpunkten die soziale Kontrolle und deren Wandel, die Rechtstatsachenforschung zum Strafverfahren, Wirtschaftskriminologie und Rechtstheorie, insbesondere die Grundlagen des Strafrechts.
In dem 2006 erschienenen und seither mehrfach neu aufgelegten Buch Die Sicherheitsgesellschaft beschreiben Singelnstein und sein Mitautor, der Rechtsanwalt Peer Stolle, unterschiedliche Themen aus der tagespolitischen Diskussion wie die Vorratsdatenspeicherung, Videoüberwachung, verschiedene Anti-Terror-Maßnahmen und Änderungen von Strafvollzugsvorschriften als Ausdruck eines grundlegenden Wandels der sozialen Kontrolle.
In seiner 2009 als Buch erschienenen Dissertationsschrift Diskurs und Kriminalität geht Singelnstein der Frage nach den Wechselwirkungen zwischen Zeitgeist und Rechtsanwendung nach und untersucht den Kriminalisierungsprozess mit den Mitteln der Diskursanalyse nach Michel Foucault.
Seit der 7. Auflage ist Singelnstein Mitautor des bis dahin allein von Karl-Ludwig Kunz verfassten Einführungswerks Kriminologie.
2022 setzten sich Singelnstein und sein Mitarbeiter Rechtsanwalt Benjamin Derin mit der Polizei und der „Inspektion einer mächtigen Organisation“ auseinander.

## Ehrungen, Auszeichnungen, Stipendien, Mitgliedschaften
Die Hans-Böckler-Stiftung unterstützte Singelnstein mit mehreren Stipendien, im Einzelnen einem Studienstipendium (April 2000 bis Juli 2003), einem Promotionsstipendium (Januar 2005 bis Juni 2008) sowie einer Postdoktoranden-Förderung von Juni 2009 bis Mai 2010.
Singelnstein ist Mitherausgeber der beim Nomos Verlag erscheinenden Fachzeitschrift Neue Kriminalpolitik sowie der Schriftenreihe Studien zu Kriminalität – Recht – Psyche aus dem Lit Verlag.

## Werke
Singelnstein ist Autor von vier monographischen Büchern und zahlreicher Zeitschriftenaufsätze sowie Herausgeber mehrerer wissenschaftlicher Sammelwerke.
Monographien
1. ↑  
Strafbare Strafverfolgung : Voraussetzungen und Grenzen der Strafbarkeit von Amtsträgern sowie von strafprozessualen Amtsbefugnissen gemäß dem Prinzip der Prozessrechtsakzessorietät. Nomos, Baden-Baden 2019, ISBN 978-3-8487-3440-5 (633 Seiten, gleichzeitig Habilitationsschrift, Freie Universität Berlin, 2016).
2. ↑  
Die Sicherheitsgesellschaft. Soziale Kontrolle im 21. Jahrhundert. 3., vollständig überarbeitete Auflage. VS-Verl, Wiesbaden 2012, ISBN 978-3-531-17531-7 (zusammen mit Peer Stolle).
3. ↑  
Diskurs und Kriminalität. Außergesetzliche Anwendungsregeln als diskursive Praktiken im Wechselverhältnis zwischen Kriminalisierungsdiskursen und Strafrechtsanwendung. Duncker & Humblot, Berlin 2009, ISBN 978-3-428-12997-3 (227 Seiten).
4. ↑  
Karl-Ludwig Kunz, Tobias Singelnstein: Kriminologie. Eine Grundlegung (= UTB. Band 1758). 7., grundlegend überarbeitete Auflage. Haupt, Bern 2016, ISBN 978-3-8252-4683-9 (435 Seiten).
5. ↑  
Benjamin Derin, Tobias Singelnstein: Die Polizei: Helfer, Gegner, Staatsgewalt. Econ, Berlin 2022, ISBN 978-3-430-21059-1 (437 Seiten).